# 権利外観理論
権利外観理論（けんりがいかんりろん、ドイツ語： Rechtsscheintheorie ）とは、真実と異なる外観が存在し、真の権利者にその外観作出についての帰責性がある場合、その外観を信頼した第三者を保護するために外観どおりの法律上の効果を認める法理論のことである。
表見法理、権利外観法理、外観理論、外観法理、外観主義、法外観の理論などともいう。大陸法のレヒツシャイン（Rechtsschein）の法理に由来する。英米法の禁反言の法理と同じ機能を有する。
なお、不法行為法における外形理論（外形標準説）とは異なる。

## 概説
私法においては、真の権利者が保護されることは当然である（静的安全）。しかし、取引の相手方が真の権利者であるかを完璧に調べなければならないとなると私的経済活動が停滞してしまう。そこで、一定の場合には、真の権利者よりも取引の相手方を保護する必要がある（動的安全、取引の安全）。権利外観理論は、真の権利者が真の権利関係とは異なる虚偽の外観を作り出したなど責任を問われても仕方がないような場合に、そのことを知らなかった（法律上「善意」という）第三者を保護するために、虚偽の外観どおりの権利関係を認めるものである。
例えば、AがBを代理人に選任してはいないのに、第三者Cに「Bが私（A）の代理人だ」と紹介した場合、BがAの代理人としてCと契約を行ったら、Aは契約どおりの責任をCに対して負うような場合がある。
責任が認められる一般的な要件は、
1. 真実と異なる外観が存在すること
2. 真の権利者に外観作出の帰責性があること
3. その外観を信頼（第三者の善意・無過失）したこと

の3つである。

## 適用場面
民法上も権利外観理論の規定はあるが、取引行為が日常的に頻繁に行われる商人間の法律関係を規律する商法に規定が多い。これは民法の予定する法律関係においては意思主義的な要請が強いが、商法の予定する法律関係においては表示主義的な要請が強いためである。
権利外観理論が具体化した条文としては、
- 虚偽表示における善意の第三者保護（民法94条2項）
- 表見代理（民法109条、110条、112条）
- 名板貸責任（商法14条、旧23条）
- 表見支配人（商法24条、旧42条）
- 表見代表取締役（会社法354条）

などがある。
また、具体的な条文の規定がない場合でも、上記3要件が当てはまる場合には、民法94条2項などを類推適用して取引の安全を図ることがある。